# Piotr Luliński
Piotr Zbigniew Luliński – polski farmaceuta, dr hab. nauk farmaceutycznych, adiunkt, oraz kierownik Zakładu Chemii Organicznej i Fizycznej Wydziału Farmaceutycznego Warszawskiego Uniwersytetu Medycznego.

## Życiorys
W 1993 ukończył studia farmacji w Akademii Medycznej w Warszawie, 8 maja 2002 obronił pracę doktorską Opracowanie nowych metod jodowania związków aromatycznych, 9 lipca 2014 habilitował się na podstawie pracy zatytułowanej Drukowanie molekularne w syntezie selektywnych materiałów polimerowych do zastosowań farmaceutycznych.
Awansował na stanowisko adiunkta i kierownika w Zakładzie Chemii Organicznej i Fizycznej na Wydziale Farmaceutycznym Warszawskiego Uniwersytetu Medycznego.
Jest dziekanem Wydziału Farmaceutycznego Warszawskiego Uniwersytetu Medycznego i członkiem Rady Dyscypliny Naukowej - Nauk Farmaceutycznych Warszawskiego Uniwersytetu Medycznego.
Był prodziekanem na Wydziale Farmaceutycznym Warszawskiego Uniwersytetu Medycznego.